# Karl Auer
Karl Auer (Prienbach, Bajorország, Német Birodalom, 1916. október 20. – Simbach am Inn, Németország 1997. március 31.) SS Sturmbannführer, Vaskereszttel kitüntetett német katona volt a második világháború idején.

## Élete

### Ifjúsága
Az Inn folyó mentén fekvő Prienbach városkában született. Apja földműves volt. 1933 áprilisában belépett a Hitlerjugend ifjúsági mozgalomba. 1935. október 1-jén bevonult az SS-be. Az alapkiképzését a Deutschland SS-ezred 7. századánál kapta meg. 1937 áprilisától négy hónapos altisztképzésen vett részt. 1938. április 1-jén a Der Führer SS-ezred 3. századához helyezték át. Még 1937-ben belépett a NSDAP-ba.

### A második világháborúban
Gyorsan lépdelt a ranglétrán, végül 1940 márciusában szakaszparancsnokként a 2. rendőri-lövészezred 11. századához vezényelték. Néhány hónappal később előléptették Untersturmführerré (Az SS-ben ez a hadnagyi rendfokozatnak felelt meg). 1941 júniusától részt vett a Barbarossa hadműveletben, mely során Németország lerohanta a Szovjetuniót. Augusztus 21-én bátorságáért másodosztályú vaskeresztet kapott, egy hónappal később megsebesült és csak 1942 elején tért vissza a frontra, ekkor már Obersturmführeri (főhadnagyi) rendfokozatban. 1942 áprilisában ismét megsebesült. Felgyógyulása után partizánegységek ellen vetették be a 2. század élén. 1943 augusztusában a 8. SS-páncélgránátos-ezred I. zászlóaljának parancsnoka lett. November 9-én Haupsturmführer (százados) rendfokozatra emelték, majd zászlóaljával Görögországba vezényelték, ahol ismét partizánalakulatok ellen vetették be.
1944 szeptemberében Romániába vezényelték, ahol Temesvár elfoglalása, valamint az Arad környékén harcoló magyar alakulatokkal való kapcsolatfelvétel volt a feladata. Szeptember 16-án heves harcokba keveredett a szovjet erőkkel, akik a Temes folyónál építettek ki védelmi állásokat. Kemény harcok árán sikerült bekerítenie, majd felmorzsolnia a szovjet csapatokat. Szeptember 24-én elfoglalta Sándorházát, majd ezt követően tartotta állásait a szovjet túlerővel szemben. Az itt mutatott hősiességéért Karl Auer átvehette a Vaskereszt Lovagkeresztjét. Még szeptemberben ismét megsérült, majd 1945. januári visszatérésekor már az „Auer” harccsoport élén harcolt az Odera mentén Pomerániában és Nyugat-Poroszországban. 1945. január 30-án Sturmbannführer (őrnagy) rendfokozatra léptették elő. 
1945 tavaszán bátorságáért előterjesztették a Vaskereszt Lovagkeresztjének tölgyfalomb kitüntetésére, de ezt nem kapta meg. Még a német fegyverletétel előtt, 1945. május 2-án szövetséges hadifogságba esett, ahonnan 1948. augusztus 23-án szabadult.

## Kitüntetései
- Eisernes Kreuz II.Klasse:1941.augusztus 21.
- Eiserner Kreuz I.Klasse:1942.február 17.
- Deutsches Kreuz in Gold:1945.március 22.
- Ritterkreuz des Eisernet Kreuzes(3932):1944.október 31.
- Medaille"Winterschlacht im Osten 1941/42":(Ostmedaille):1942.augusztus 1.
- Nahkampfspange in Bronze:1943.október 1.
- Nahkampfspange in Silber:1944.november 23.
- Nahkampfspange in Gold:1945.március 22.
- Infanterie-Sturmabzeichen in Silber:1941.november 1.
- Verwundetenabzeichen 1939 in Schwarz:1941.november 1.
- Verwundetenabzeichen 1939 in Silber:1944.augusztus 25.
- Verwundetenabzeichen 1939 in Gold:1945.március 20.
- Medaille zur Erinnerung an den:1938.március 13.
- Medaille zur Erinnerung an den:1938.október 1.
- Spange zur Medaille zur Erinnerung an den:1938.október 1.
- Deutsches Reichssportabzeichnen in Bronze
- SA-Sportabzeichen in Bronze
- Julleuchter der SS